# Cmentarz żydowski w Kamionce
Cmentarz żydowski w Kamionce – kirkut społeczności żydowskiej niegdyś zamieszkującej Kamionkę. Nie wiadomo dokładnie kiedy powstał, być może było to w pierwszej połowie XIX wieku. Ma powierzchnię 0,9 ha. Znajduje się przy ul. Nowej. Został uszkodzony podczas II wojny światowej, zaś dzieło zniszczenia zostało dopełnione po jej zakończeniu. Oficjalnie cmentarz został zamknięty w 1965.
Na cmentarzu znajdowały się macewy wykonane z piaskowca i betonu oraz z kamieni granitowych oraz ohel stojący na grobie trzech rabinów lub cadyków.
Zachowały się macewy:
- Jony Jehoszuy syna Abrahama, zm. w okresie międzywojennym,
- Debory córki Izraela Cwi, zm. w 1917
- Jehudit córki Eliezera, zm. w 1926
- Fajgi córki Jechiela, zm. w okresie międzywojennym,
- Mordechaja syna Nataniela Icchaka, zm. w 1934
- Peril (?) córki Dowa, zm. w okresie międzywojennym,